# Sabaria pallida
Sabaria pallida är en fjärilsart som beskrevs av Moore 1877. Sabaria pallida ingår i släktet Sabaria och familjen mätare. Inga underarter finns listade.